# キングスレーキャピタル
キングスレーキャピタル(KINGSLEY CAPITAL INC）とは、イギリス・ガーンジー島に登記されている投資信託会社。
同社の主張によれば、ヨーロッパをはじめとするアメリカ・アラブなどの富裕層だけを顧客に伝統のあるアメリカ合衆国の投資信託会社であるキングスレーグループの一員とされており2004年11月より新しい投資プログラムを開始しそれまでの大口顧客中心の方針から小口顧客獲得へ転換。スーパーコンピューターを導入し徹底した顧客管理とランニングコストの圧縮によりその資産を運用している。

## 問題点
上記にある同社の主張とは裏腹に、実際は投資実績などなく会社登記についても二転三転している。ガーンジー金融センター（Guernsey Financial Services Commission）には、同社の登記はされているものの投資会社としての資格は有していない。仮に実際に資産運用を行っているなら明らかに非合法の無届業者ということになってしまい、キングスレーキャピタルは投資詐欺会社だという否定派の根拠の一つとなっている。その上金融商品取引法の規定で、業者・個人に限らず日本国内で金融商品を販売する場合は金融庁に登録しなければいけないと明記されているが、同社自体ばかりか現在日本国内で勧誘している業者・個人ですら金融庁に登録はされておらず明らかに脱法行為になっている。そのため実際には登録が不可能であり、近年になって勧誘していたブログやホームページが次々と閉鎖しているのが実情である。
同社によれば、世界13カ国の人々がキングスレーキャピタルの投資プログラムに参加していることになっている。だがalexaのアクセス解析によれば、公式サイトへのアクセスは日本からのみしかない。更にサーチエンジンで検索しても、KINGSLEY CAPITAL INCについて書かれたサイトは殆ど日本人のブログとホームページしかヒットせず、投資実績ばかりか勧誘活動の実態も疑わしい。
しかも、会員により証言が二転三転するところも見逃せない。勧誘業者の一つ・ジャパンサポートによれば紹介者がいないと参加できないとされているが、その一方で紹介者がいなくとも参加できるなどと言うブログも存在する。加えて配当が出ているから投資詐欺会社等ではないという主張もあるが、実際には投資として得た金を少しずつ返しているだけで配当が出たとは言い難い。
こうしたことから、実際は日本に拠点を置く詐欺グループにより運営されていると見られている。現在（2008年2月以降）では、公式サイトに行くと自動的にUniclubという旅行サービス業（これも実態が不明）のサイトに飛ぶようになっている。まら、公式サイトに記載されていた全てのメールアドレスがメールボックスが容量オーバーで受信できないとサーバから自動返信される。
尚、アメリカにあるキングスレーキャピタルインク社は全くの別会社であり、このキングスレーキャピタルインク社とは一切の関わりを持たない。会員の中には、この会社こそキングスレーキャピタルの関連会社であり別の会社と決め付けるのはどうかという主張もあるが、それを裏付ける証拠は存在しない。